# エンダ・ウォルシュ
エンダ・ウォルシュ(英語: Enda Walsh、1967年生)はアイルランドの劇作家である。

## 生い立ち

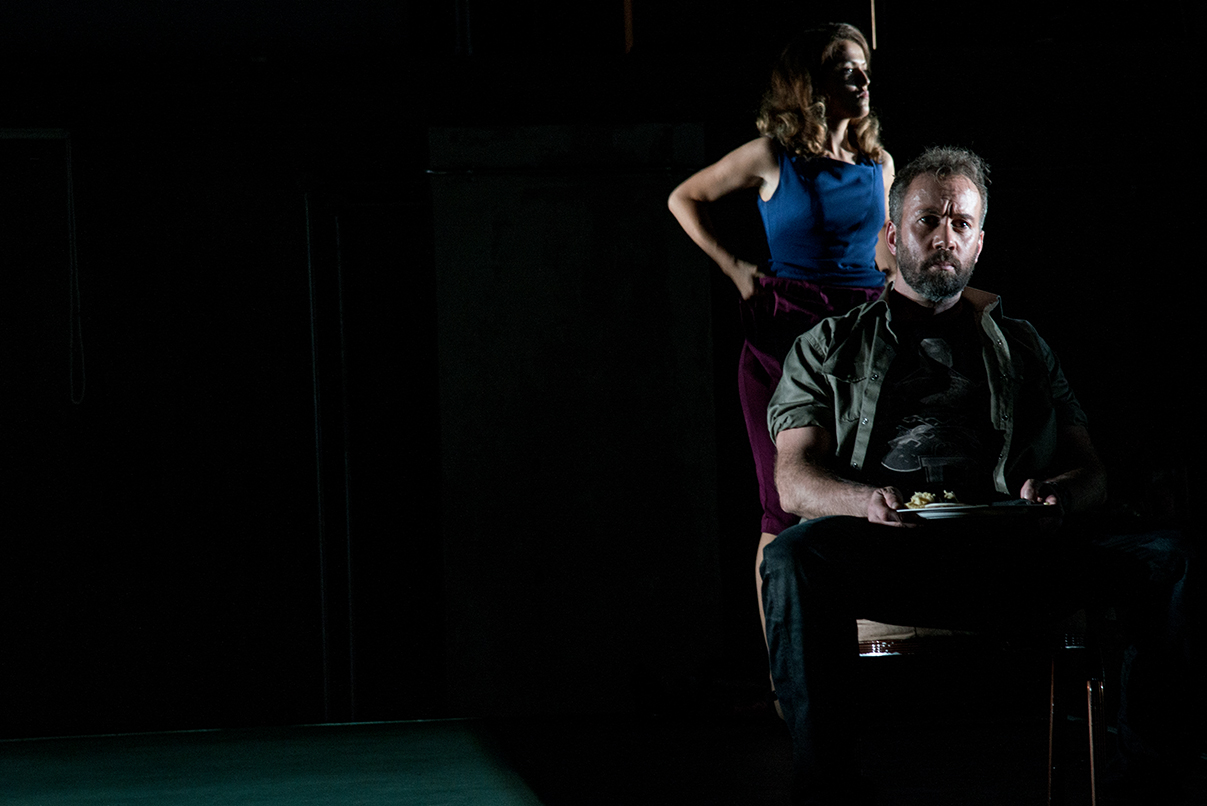
2015年エディンバラ・インターナショナル・フェスティバルで、エンダ・ウォルシュとドナハー・デネヒーによるThe Last Hotel

エンダ・ウォルシュは1967年に北ダブリンのキルバラックで、6人きょうだいの末っ子として生まれた。「エンダ」はしばしば女性名「エドナ」と混同されるが、アイルランドの男性名である。父は家具店を営んでおり、母は女優だった。しかしながら父親の事業はうまくいかなくなり、とくに利益が少なかった1980年代の不況の時代はウォルシュ自身がやっていた新聞配達のほうが父の店からあがる収益よりも多かったくらいだった。大家族での暮らしではいろいろなことが起こっており、後で本人が述べたことによると、戯曲の多くは父親や母親、友人、三人の兄弟と二人の姉妹との関係からヒントを得たものだという。
ウォルシュはグリーンデイル・コミュニティ・スクールに通い、そこでロディ・ドイルなどの教えを受けた。ラスミネス・カレッジでコミュニケーションを学び、ダブリン・ユース・シアターの役者をつとめた。その後、 コークの教育劇団グラフィティ・シアターで働き始める。

## 作家としてのキャリア
1993年にウォルシュはコーカドーカ・シアター・カンパニーのパット・キアナンと協働しはじめ、ウォルシュいわく「ひどい」芝居を一緒に作った。1996年にコークのトリスケル・アート・センターで『ディスコ・ピッグズ』が上演され、これは劇作家としてのウォルシュにとっても、出演した駆け出しの役者でまだ学生だったキリアン・マーフィにも出世作となった。その後、ロンドンに移住した。
2006年にはゴールウェイのドルイド・シアター・カンパニーにより、The Walworth Farceが初演された。この作品は2015年にブレンダン・グリーソン、ドーナル・グリーソン、ブライアン・グリーソンのキャストで、ダブリンのオリンピア劇場にて、ランドマーク・プロダクションズの製作で初演されたが、グリーソン一家の3人が一緒に芝居に出演したのはこれが初めてであった。
2011年には映画『ONCE ダブリンの街角で』の舞台化『ONCE ダブリンの街角で』の台本を担当し、2012年のトニー賞でミュージカル台本賞を受賞した。この作品はトニー賞ミュージカル作品賞やドラマ・デスク・アワードのミュージカル賞も受賞している。
ウォルシュが執筆・演出をした『バリーターク』は2014年にランドマーク・プロダクションズとゴールウェイ・インターナショナル・アーツ・フェスティバルの製作によりキリアン・マーフィ、スティーヴン・レイ、マイケル・マーフィの主演で初演され、ダブリン、コーク、ロンドンでも上演された。2017年にはアビー劇場で再演され、2018年初めにはニューヨークのブルックリンにあるセント・アンズ・ウェアハウスでも上演された。 この作品は2018年4月より、白井晃演出、草彅剛、松尾諭、小林勝也主演で神奈川芸術劇場及び世田谷パブリックシアターにて日本語版が上演される。
ウォルシュは2015年にロアルド・ダールの『アッホ夫婦』を舞台化し、4月から5月にかけてロイヤル・コート劇場で初演が行われた。 同年8月にドナハ・ドネヒー作曲によるオペラThe Last Hotelの台本を担当し、ランドマーク・プロダクションズとワイド・オープン・オペラの共同製作によりエディンバラ国際フェスティバルで初演され、9月にダブリン演劇祭で上演された後、10月のロンドンのロイヤル・オペラ・ハウス上演を皮切りに世界ツアーを開始した。
デヴィッド・ボウイによるミュージカル『ラザラス』の台本を担当し、イヴォ・ヴァン・ホーヴェ演出で2015年末にオフ・ブロードウェイのニューヨーク・シアター・ワークショップで初演された。本公演は全席がすぐに売り切れた。2016年19月から2017年1月まで、イギリスのキングズ・クロス・シアターでも上演された。本作では、ウォルシュとボウイによる台本が2016年度のアウター・クリティックス・サークル賞のミュージカル台本賞にノミネートされ、作品じたいもオフ・ブロードウェイミュージカル賞候補になった。
2014年から2017年にかけて、ウォルシュはゴールウェイ・インターナショナル・アーツ・フェスティバルにインスタレーションを出品している。
映画の脚本家としては、1999年に短編Not a Bad Christmasを書いて監督している。2001年に自作の戯曲『ディスコ・ピッグズ』が映画化された際は自ら脚本を手がけた。2008年にはスティーヴ・マックイーン監督、マイケル・ファスベンダー主演のIRAによるハンガー・ストライキを描いた実話にもとづく映画『HUNGER/ハンガー』で監督とともに脚本を執筆した。2005年に発表した自作の戯曲『チャットルーム』が中田秀夫により映画化された際は脚本をつとめた。

## 作品

### 舞台
- Fishy Tales (1993) – Graffiti Theatre Company, Popes Quay, Cork.
- The Ginger Ale Boy (1995) – Corcadorca Theatre Company, Granary Theatre, Cork.
- Disco Pigs (1996) – Corcadorca Theatre Company, Triskel Arts Centre, Cork. Dublin Fringe Festival, Traverse Theatre, Edinburgh Festival, West End, London. & world tour.
- Sucking Dublin (1997) – Abbey Theatre Company, Samuel Becket Theatre, Dublin.
- Misterman (1999) – Corcadorca Theatre Company, Granary Theatre, Cork. Origin Theatre, New York, Washington and Dublin. Galway International Arts Festival, Black Box Theatre, Galway (2011): St. Ann's Warehouse, New York (2011). National Theatre, London.
- Bedbound (2000) – Dublin Theatre Festival, New Theatre, Dublin. Traverse Theatre, Edinburgh Festival (Fringe First winner and Critic's Award 2001). New York. Royal Court, London.
- Pondlife Angels (2005) – Cork Midsummer Festival, Granary Theatre, Cork.
- Chatroom (2005) – Behind The Scenes Theatre Company, Buckhaven Theatre, Fife. National Theatre, London. & etc.
- The New Electric Ballroom (2005) – Munich Kammerspiele. Traverse Theatre, Edinburgh Festival. World Tour including New York, Los Angeles, Perth and London[32]
- The Small Things (2005) – Paines Plough Company, Menier Chocolate Factory, London. Druid Theatre Company, Galway Arts Festival.
- The Walworth Farce (2006) – Druid Theatre Company, Town Hall Theatre, Galway. Edinburgh Festival. World Tour 2009–2010, including New York, Chicago, Minneapolis, Toronto, Los Angeles, Miami, Perth, Adelaide, Canberra, Sydney, Wellington, London, Salford, Oxford.
- How These Men Talk (2008) – Zurich Schauspielhaus, Switzerland. Druid Theatre Company, Galway.
- Lyndie's Gotta Gun (2008) – Artistas Unidos, Lisbon. Druid Theatre Company, Galway.
- Gentrification (2008) – Stadttheater Bern, Switzerland. Druid Theatre Company, Galway.
- Delirium (2008) – Abbey Theatre, Dublin. Barbican Theatre, London.
- The Man in the Moon (2009) – co-written with Jack Healy, The Albany, Deptford, London.
- My Friend Duplicity (2010) – Traverse Theatre, Edinburgh Festival.
- Penelope (2010) – OberhausenTheater: Ruhr.2010, Druid Theatre Company, Galway;.[33] Traverse Theatre, Edinburgh Festival; world tour included Helsinki, New York and London, Steppenwolf Theater, Chicago (2011)
- Sixty Six (2011) – Bush Theatre.
- 『ONCE ダブリンの街角で』 (2011) –  New York Theatre Workshop (Off-Broadway: December 2011 – January 2012) and Bernard B. Jacobs Theatre (Broadway: from March 2012).
- 『バリーターク』 (2014) – The Galway International Arts Festival at the Black Box Theatre, the Olympia Theatre, the Cork Opera House and the National Theatre London.
- Room 303 (2014) –  The Galway International Arts Festival.
- The Twits (2015) – April–May 2015 at the Royal Court Theatre, London.
- A Girl's Bedroom (2015) – The Galway International Arts Festival, the Kennedy Arts Centre, Washington (May 2016).
- The Last Hotel,[20] (2015) – August 2015 at the Edinburgh International Festival, Dublin Theatre Festival (September 2015), Royal Opera House, London (October 2015), and St. Ann's Warehouse, New York (January, 2016).
- Kitchen (2016) – The Galway International Arts Festival.
- Arlington (2016),[34][35][36] Leisureland, Galway (July 2016), The Abbey, Dublin (January 2017), St. Ann's Warehouse, New York (May 2017).
- Rooms (2016) - The Galway Arts Festival, the Irish Arts Center, New York (May 2017).
- The Same (2017) with Eileen and Catherine Walsh.  Corcadorca Theatre Company.  Premiered in February 2017 at Old Cork Prison.
- The Second Violinist,[20] (2017) – July 2017 at the Galway International Arts Festival, the Dublin Theatre Festival (October 2017).
- Bathroom (2017) – The Galway International Arts Festival.

### 映画
- Not a Bad Christmas (1999) .
- Disco Pigs (2001)
- 『HUNGER/ハンガー』 (2008)
- 『Chatroom/チャットルーム』 (2010)